# Pad Man (film)
Pour plus de détails, voir Fiche technique et Distribution.
Pad Man est un film indien de Bollywood mettant en vedette Akshay Kumar, Sonam Kapoor et Radhika Apte. Ce film est basé sur la nouvelle "The Sanitary Man of Sacred Land" de Twinkle Khanna, elle-même inspirée de la vie de Arunachalam Muruganantham, inventeur d'une machine de serviette hygièniques low-cost, a été réalisé par  R. Balki et produit par Twinkle Khanna et Gauri Shinde. Les chansons sont composées par Amit Trivedi.
Le film a été récompensé à la cérémonie des National Award en tant que Meilleur Film relevant de problèmes sociétaux. En effet, peu après la sortie du film qui traite de la précarité menstruelle, l'Inde est devenu l'un des premiers pays à  avoir supprimé la taxe rose.

## Synopsis
Le film est inspiré de la vie d'Arunachalam Muruganantham, un entrepreneur indien du Tamil Nadu, qui a inventé une machine permettant de fabriquer des serviettes hygiéniques à bas coûts après avoir constaté que les femmes de son village utilisaient des chiffons usagés en guise de protection hygiénique.

## Fiche technique
- Titre : Pad Man
- Titre original : Pad Man
- Réalisateur : R. Balki
- Scénario : R. Balki
- Musique : Amit Trivedi et Komail Shayan
- Parolier :  Kausar Munir
- Photographie : P.C. Sreeram
- Montage : Chandan Arora
- Action : Amar Shetty
- Son : Debasish Mishra
- Production : Twinkle Khanna, Gauri Shinde, Grazing Goat Pictures, Hope Productions
- Langue : hindi
- Pays d'origine : Inde
- Date de sortie : 9 février 2018
- Format : Couleurs
- Genre : Drame, Comédie
- Durée : 122 minutes

## Distribution
- Akshay Kumar : Lakshmikant Chauhan
- Sonam Kapoor : Pari
- Radhika Apte : Gayatri
- Jyoti Subhash : La mère de Lakshmi
- Mrinmayee Godbole : La 1ère sœur de Lakshmi
- Parul Chouhan : La 2nde sœur de Lakshmi
- Soumya Vyas : La 3ème sœur de Lakshmi
- Yogesh Shreekant Pandey : Bablu
- A.R.Rama : Hariya

## Musique
La musique de l'album a été intégralement composée par Amit Trivedi.
1. Aaj Se Teri
Musique : Amit Trivedi
Parolier : Kausar Munir
Interprète: Arjit Singh 
2. The Pad Man Song
Musique : Amit Trivedi
Parolier : Kausar Munir
Interprète: Mika Singh
3. Hu Ba Hu
Musique : Amit Trivedi
Parolier : Kausar Munir
Interprète: Amit Trivedi
4. Saale Sapne
Musique : Amit Trivedi
Parolier : Kausar Munir
Interprète: Mohit Chauhan
5. Sayaani
Musique : Amit Trivedi
Parolier : Kausar Munir
Interprète: Yashita Sharma, Jonita Gandhi, Yashita Sikka, Rani Kaur

## Anecdotes
- Le "Pad Man Challenge"[2] est un challenge visant à briser le taboo entourant les menstruations et ses protections qui a enflammé les réseaux sociaux lors de la promotion du film.
- Le film a été exempté de taxe au Rajasthan[3].
- Les serviettes hygiéniques sont exemptées de "taxe rose" depuis juillet 2018 en Inde[4],[5].